# المجموعة الألمانية القابضة لاعتماد نظم الإدارة
يقع مقر المجموعة الألمانية القابضة لاعتماد نظم الإدارة في فرانكفورت، وهي الشركة القابضة لمجموعة DQS-UL العالمية.
حيث تقوم المجموعة بتوفير تقييم واعتمادات نظم وعمليات من أي نوع.

## التاريخ
تأسست DQS في عام 1985 في فرانكفورت، حيث كانت أول هيئة اعتماد ألمانية. وكان الهدف الرئيسى للشركاء المؤسسين، DGQ (الجمعية الألمانية للجودة)، وDIN (المعهد الألمانى للمعايير)، هو تنمية وتعزيز الاقتصاد الألمانى. وقد تزامن التأسيس مع نشر المسودات الأولى من سلسلة الايزو 9000 للمعايير، والتي تشتمل على أهم معايير الجودة في جميع أنحاء العالم اليوم: الايزو 9001.
في عام 1986 أصبحت DQS أول هيئة اعتماد في ألمانيا لإصدار الاعتمادات طبقاً للأيزو 9001.
بعد اندماج DQS مع شركة حلول نظم الإدارة (MSS)- قسم اعتماد المنتجات الأمريكية Underwriters Laboratories Inc. في مارس 2008، أصبحت مجموعة DQS-UL من كبريات هيئات نظم الاعتماد في العالم.

## الهيكل التنظيمى
تملك شركة DQS القابضة أكثر من 80 مكتباً في أكثر من 60 بلداً، والتر تشكل شبكة من أجل تنفيذ المشاريع الدولية. ولدى مجموعة DQS-UL حاليأ نحو 20.000 عميل معتمد في أغلب الصناعات فيما يقرب من 47000 موقع معتمد في أكثر من 100 دولة.
وتوظف الشركة نحو 2800 شخص ومن بينهم 2400 مراجعى الحسابات. ومن بين أكبر شركات المجموعة تأتى كل من DQS-UL (الولايات المتحدة)، DQS المحدودة – البرازيل، DQS-UL اليابان، DQS Medizinprodukte (الأجهزة الطبية) وDQS المحدودة (ألمانيل).

## نطاق الخدمات
يركز فريق المكاتب الدولية ل DQS – UL على أن تضم محافظ الخدمات تقييم وضع السوق ومتطلبات العملاء الخاصة. هذا ويشمل نطاق خدمات متداخل للصناعات المختلفة لمجال عمل ا عملاء أو متطلبات خاصة بصناعة ما وشهادات لأاكثر من 100 معيار ومواصفة معترف بها محلياً ودولياً. من بين أهم النطاقات والمعايير:
- المنظمة الدولية للمعايير 9001 (الجودة)
- ISO 14001 (البيئة)
- OHSAS 18001, ISO 45001 (السلامة والصحة المهنية)
- IATF 16949 (صناعة السيارات)
- 50001 ISO
- ISO 27001 (أمن المعلومات)
- ISO 13485 (الأجهزة الطبية)
- IRIS (السكك الحديدية)
- EN 9100ff (الفضاء)

بالإضافة إلى ذلك، تقوم المجموعة بتوفير تقييمات في مجالات نظم إدارة المخاطر، والاستدامة، وإدارة الطاقة، التعليم، خصوصية البيانات، تميز الأعمال، والخدمات الصحية والاجتماعية، ونظم الإدارة المتكاملة.

### المنهج
يعد منهج المجموعة فريداً من نوعه حيث أن خدمات التقييم يتم توفيرها بشكل رئيسى من قبل المدققين الخارجيين على أساس دفع الرسوم مقابل خدماتهم. فمراجعوا الحسابات عامةً ما يكونوا عاملين في قطاع الصناعة التي يقومون بتقييمها. ويؤكد هذا المزج بين الاعتماد والمعرفة بمجال الصناعة مع الخبرة العملية والعلمية، ضمان أن يتم تنفيذ التقييم باستخدام أحدث المعلومات وما تم التوصل إلية في قطاع الصناعة المعنية بالتقييم.

### الشبكة
DQS عضو مؤسس وكامل العضوية في جمعية IQNET - الشبكة الدولية للاعتماد والتي تاسست في عام 1990. ويأتي الهدف الرئيسى من شبكة ال36 عضوا الحالى في الشبكة العالمية، الاعتراف المتبادل بشهادات التقييم التي يتم إصدارها من قبل الشركات الأعضاء. ويرأس المدير العام الحالى لشركة DQS، مايكل دريشل، منصب رئيس الشبكة.